# 名偵探柯南：戰慄的樂譜
《名偵探柯南：戰慄的樂譜》，是日本漫画家青山剛昌漫画系列《名偵探柯南》的第12部剧场版，片長115分鐘。2008年4月19日在日本上映、2008年7月11日在台灣上映、2010年2月25日在香港上映，在日本有24.2億日圓的票房收益。日语「戰慄」和「旋律」同音（せんりつ）。

## 本作特色
- 繼《名偵探柯南：引爆摩天樓》之後，再度以爆破場景為賣點之一。
- 首度以『音樂』為出發點的剧场版。
- 首部電影以『樂譜』為整體事件之一。

### 宣傳標語
- 「一切都是為了寧靜的夜晚‧‧‧」（すべては、 静かなる 夜のために・・・）
- 「絕不讓你抹滅這道歌聲」（この歌声を、消させはしない）
- 「連續二週全日本票房冠軍—一場華麗的懸疑歌劇，即將揭幕！—」（台灣宣傳DM）

## 劇情簡介
在堂本音樂學院的一次演習中突然發生爆炸，造成兩死一重傷，現場則發現有笛子的部位。柯南來調查時接到小蘭的電話，小蘭打算邀請工藤新一（柯南）參加堂本一揮的音樂會，柯南因身體縮小不便以工藤新一的身份參加而拒絕了小蘭的邀請，但因小蘭不依不饒的態度卻惹火了柯南而無意間跟小蘭吵架。
幾天後，在堂本音樂廳的演習，目暮警部找上女高音秋庭怜子詢問她關於前陣子爆炸案被炸傷的小提琴手河邊奏子的事情，因為對方曾經與秋庭聯繫過，但是甦醒後卻喪失當時的記憶。同時來觀摩演習的少年偵探團則邀請秋庭來指導他們唱歌，而秋庭看在同樣就讀帝丹小學的份上答應了。指導當天，元太沒經過同意情況下偷喝了秋庭的茶飲，卻不知道茶飲已被別人下藥，隨後元太卻被送往醫院，雖然平安無事但是幾天內無法發出聲音，柯南覺得有人要毒害秋庭讓她無法參加幾天後的音樂會。事後，秋庭口中説想去問問元太的父母親是如何教導孩子的，怎麼可以隨意觸碰他人的東西，但實則是想送元太安全回家，不料，兇手從後方開著貨車駛來，持續追趕著秋庭與少年偵探團，但最終兇手並沒有得逞。秋庭怒不可遏的表示跟他們在一起會有不好的事發生，便搭車離開，但實際上是擔心會再牽連到他們。
又過幾天，又有兩名死者發生事故死亡，在現場同樣發現有長笛身管，警方認定是連環殺人案，且從四人身上調查到他們都是堂本音樂學院第一期的畢業生，四人曾經導致一名學員相馬光發生意外身亡，而秋庭則是他的未婚妻。
柯南擔心秋庭會再次發生意外則暗中保護她，果不其然，秋庭腳部被打傷，但對方卻沒痛下殺手而讓柯南感到匪夷所思。隨後秋庭希望柯南到音樂會結束前能暫時隱瞞她受被襲擊一事，柯南雖擔心後來還是答應了。
音樂會當天，管風琴調音師漢斯·繆勒突然消失不見，而秋庭和柯南在演習前聽到管風琴有異音於是想找堂本報備，兩人卻同時被襲擊。兩人醒來後發現自己被放逐在運河中央的一艘小船上，由於堤壩太高也無法上去，此時秋庭發現在對面墻上有緊急電話，於是柯南想到可以利用發出與撥號盤數字的相同頻率的聲音，也就是110的「1」是由697Hz和1209Hz組成的，而「0」是由941Hz和1336Hz組成的，只要準確發出對應聲音，就可以打出電話，秋庭表示她記得撥號盤的聲音。柯南使用了他的腰帶足球踢中了話筒，話筒落下，秋庭隨即發出聲音，成功報案。佐藤和高木刑警隨即搭直升機前往運河的盡頭順勢將兩人救起，隨後秋庭和柯南得知堂本音樂廳發生爆炸。隨後眾人來到堂本音樂廳後，柯南和秋庭找了理由隨著佐藤與高木下機，然後兩組人分道揚鑣，佐藤和高木去尋找炸彈的位置，而柯南和秋庭在包廂觀眾席下等待時發現，音色的差異可能和爆炸有關，當堂本先生停止演奏在致辭時正好外面並沒有發生爆炸，只有演奏中才會發生爆炸，柯南詢問秋庭有異常的那個音已經彈了幾次，秋庭表示已經有20次了，柯南認為那個音和爆炸相互聯動，只要再觸發4次就會讓整個音樂廳爆炸。此時柯南發現到犯人後，秋庭則替柯南拖延時間，柯南則去找兇手對峙。原來兇手是堂本音樂廳的館長譜和匠，他殺害四人的原因是替自己的私生子相馬光復仇，炸毀堂本音樂廳的動機是他對堂本突然退出鋼琴界並轉換跑道一事而無法諒解，而襲擊柯南和秋庭以及讓原本打算參加演奏會的河邊奏子重傷的原因是他們有絕對音感怕會影響到計劃。原本柯南已經拆除管風琴的風道感測器，但譜和匠的手上依然有引爆器，而佐藤和高木刑警解救被囚禁的漢斯·繆勒後來到譜和匠對面的貴賓席，想用狙擊的方式打擊譜和匠，但柯南剛好站在附近而無法射擊，灰原哀拿起了元太帶來的長笛，吹出了音符，善於推理的柯南可以聽出音符轉換為英文的意思是「SHOOT」，並躲開了，佐藤伺機開槍打壞了譜和匠手中的引爆器，隨後堂本得知好友是真兇後來到譜和匠的面前告之原因：因為譜和匠的年紀老化後聽力已經大不如前，原本曾經身為調音師的他時常會出錯，因此堂本考慮到他的自尊心並沒有告訴他這件事，才打算退出鋼琴界繼而推薦他擔任堂本音樂廳館長，而在一旁的園子也點醒譜和匠，如果不是真心好友是不可能做到這份上，譜和匠聽完後深感後悔，也與堂本和解而被警方逮捕。

隨後，柯南、小蘭和秋庭會面，秋庭表示自己曾經對那四個人恨之入骨到要殺他們的地步，但是相馬光生前最愛的歌奇異恩典而選擇原諒了他們。

## 登場人物

### 原作角色
| 角色         | 配音       | 配音     | 配音     | 簡介 |          |
| 角色         | 日本       | 臺灣     | 香港     | 簡介 |          |
| 主要角色     | 主要角色   | 主要角色 | 主要角色 | 主要角色 | 主要角色 |
| ------------ | ---------- | -------- | -------- | --- | -------- |
| 江戶川柯南   | 高山南     | 蔣篤慧   | 周恩恩   | 本作品男主角，原高中生名偵探工藤新一，被黑暗組織的琴酒灌下毒藥而縮小身體變成小孩，後化名為江戶川柯南，寄住在毛利家中並暗中調查黑暗組織。 |          |
| 工藤新一     | 山口勝平   | 劉傑     | 李家傑   | 本作品男主角，原高中生名偵探工藤新一，被黑暗組織的琴酒灌下毒藥而縮小身體變成小孩，後化名為江戶川柯南，寄住在毛利家中並暗中調查黑暗組織。 |          |
| 毛利蘭       | 山崎和佳奈 | 魏晶琦   | 王夢華   | 本作品女主角，新一的青梅竹馬，運動神經發達，擅長空手道，曾獲得全國高中空手道關東大賽的冠軍。                                             |          |
| 毛利小五郎   | 神谷明     | 官志宏   | 黃志明   | 小蘭的父親，英理的丈夫，私家偵探，外號沉睡小五郎，原刑警，辭職後在家開設毛利偵探事務所。                                                 |          |
| 朋友相關角色 |            |          |          | |          |
| 鈴木園子     | 松井菜櫻子 | 陶敏嫻   | 莊巧兒   | 小蘭的好友兼同學，鈴木財團的二千金，時常邀請毛利家參加各式的宴會活動，與京極真是戀人關係。                                               |          |
| 阿笠博士     | 緒方賢一   | 徐健春   | 周永光   | 工藤家的鄰居兼好友，科學家兼發明家，會發明出一些道具讓柯南在案件中使用，在灰原哀逃離黑暗組織後收留她。                                   |          |
| 灰原哀       | 林原惠     | 魏晶琦   | 鄧潔麗   | 柯南的搭檔兼好友，本名宮野志保，原黑暗組織科學家雪莉。吃下毒藥而縮小身體，逃離組織後寄住在阿笠家中，並化名灰原哀。                       |          |
| 吉田步美     | 岩居由希子 | 陶敏嫻   | 莊巧兒   | 三人為帝丹小學一年級生，後來與轉學生柯南和灰原一同組成少年偵探團。                                                                       |          |
| 小嶋元太     | 高木涉     | 劉傑     | 陳志強   | 三人為帝丹小學一年級生，後來與轉學生柯南和灰原一同組成少年偵探團。                                                                       |          |
| 圓谷光彥     | 大谷育江   | 魏晶琦   | 曾月娥   | 三人為帝丹小學一年級生，後來與轉學生柯南和灰原一同組成少年偵探團。                                                                       |          |
| 警察相關角色 |            |          |          | |          |
| 目暮十三     | 茶風林     | 徐健春   | 黃啟明   | 警視廳搜查一課的警官（警部），曾是毛利小五郎的上司，經常在兇案現場要求部下調查相關證據。                                                 |          |
| 白鳥任三郎   | 井上和彦   | 官志宏   | 陳健豪   | 警視廳搜查一課的警官（警部），出身於豪門。                                                                                               |          |
| 佐藤美和子   | 湯屋敦子   | 魏晶琦   | 鄧潔麗   | 警視廳搜查一課的警官（警部補），擁有極多追求者，有著「警視廳之花」的稱呼，與高木涉是戀人關係。                                           |          |
| 高木涉       | 高木涉     | 劉傑     | 李家傑   | 警視廳搜查一課的刑警（巡查部長），會聽小孩的意見，與少年偵探團關係極好，與佐藤美和子是戀人關係。                                         |          |
| 千葉和伸     | 千葉一伸   | 官志宏   | 陳志強   | 警視廳搜查一課的刑警（巡查部長），高木的好友。                                                                                           |          |

### 本作角色
| 角色         | 配音        | 配音     | 配音     | 簡介 |          |
| 角色         | 日本        | 臺灣     | 香港     | 簡介 |          |
| 本作要角     | 本作要角    | 本作要角 | 本作要角 | 本作要角 | 本作要角 |
| ------------ | ----------- | -------- | -------- | --- | -------- |
| 秋庭怜子     | 桑島法子    | 陶敏嫻   | 王夢華   | 劇中歌唱部分由聲樂家赤池優擔任。 本作關鍵人物。29歲，女高音歌手，擁有絕對音感，最耳熟能詳的歌曲是奇異恩典。有著優雅美麗的外貌。相馬光的原未婚妻兼前戀人，帝丹小學畢業，亦是帝丹小學1年B班之歌唱指導老師。因擁有絕對音感而成為兇手目標。兇嫌不直接殺害是因為她是兇嫌的兒子的未婚妻，只打算讓自己的聲音沙啞或腳受傷令其無法上台演唱而讓其躲過音樂廳爆炸。剛開始對害相馬發生事故身亡的的連城、水口、志田、曾根等人恨之入骨，甚至產生想要殺害他們好替相馬報仇的想法，最後因為相馬生前最喜愛的音樂奇異恩典的重要理念是要原諒犯下罪過的人才放下復仇的念頭。 |          |
| 譜和匠       | 依田英助    | 陳幼文   |          | 63歲，堂本音樂廳館長，堂本一揮之專屬調音師，擔任已長達三十五年，亦是相馬光曾未相認的親生父親，未婚妻子在兩年前病逝，擁有絕對音感。本作兇案真主嫌。因此身為堂本音樂廳館長，熟悉音樂廳構造埋下炸彈。殺害連城、水口、志田、曾根四人的犯案動機是因為連城、水口、志田、曾根在三年前灌醉自己的兒子相馬，導致相馬跌落山崖去世因而產生對其四人的復仇殺意。讓河邊受重傷的原因是因為對她的絕對音感有極大的恐懼，儘管也對秋庭的絕對音感感到有相當大的威脅性，可是因為她是兒子相馬的戀人所以無法下手，只好讓她聲音沙啞或是腳受傷令其無法上台演唱而讓其躲過音樂廳爆炸，打算炸掉堂本音樂廳的動機，是因為他長期擔任堂本的專屬調音師，但年老後堂本宣布退休不彈鋼琴時，已經無意與其他鋼琴家合作，於是就打算讓所有的一切全都消失，最後與堂本和解後遭到警方逮捕。 |          |
| 堂本一揮     | 田中信夫    | 劉傑     | 周永光   | 劇中演奏部分由演奏家高橋博子擔任。 57歲，堂本弦也之父，堂本音樂學院創辦人，原著名鋼琴家，兩年前轉向成為管風琴演奏家，因為這樣成為兇手的下手目標。曾邀请譜和匠擔任專屬調音師，最後與譜和匠對談後和解。 |          |
| 堂本弦也     | 目黑光祐    | 徐健春   |          | 27歲，堂本一揮之子，音樂會負責人，敬仰音乐家贝多芬。曾被小五郎懷疑是兇案主嫌。 |          |
| 漢斯·繆勒    | Francis Pol | 官志宏   |          | 46歲，德國人，管風琴調音師，弦也的好友。曾經遭兇手給囚禁，隨後被救出。 |          |
| 千草拉拉     | 水谷優子    | 魏晶琦   | 曾月娥   | 劇中歌唱部分由聲樂家木村聪子擔任。 24歲，女高音歌手，堂本音乐學院第九屆毕业生，代理秋庭在音樂會演出的第一候補。 |          |
| 山根紫音     | 金月真美    | 魏晶琦   |          | 劇中演奏部分由演奏家栗原尚子擔任。 25歲，小提琴演奏家，堂本音乐學院第八屆毕业生，代理河邊在音樂會中演出。 |          |
| 其他配角     |             |          |          | |          |
| 河邊奏子     | 不適用      | 不適用   | 不適用   | 31歲，小提琴演奏家，小提琴史特拉第瓦里所有者，擁有絕對音感，在爆炸事件中身受重伤。 |          |
| 連城岳彦     | 不適用      | 不適用   | 不適用   | 36歲，钢琴演奏家，堂本音乐學院第一屆毕业生，钢琴四重奏成员之一。在爆炸事件中不幸丧命，兇手留下長笛身管。 |          |
| 水口洋介     | 不適用      | 不適用   | 不適用   | 36歲，大提琴演奏家，堂本音乐學院第一屆毕业生，钢琴四重奏成员之一。在爆炸事件中不幸丧命，兇手留下長笛身管。 |          |
| 志田治       | 不適用      | 不適用   | 不適用   | 36歲，小提琴演奏家，堂本音乐學院第一屆毕业生，钢琴四重奏成员之一。因其住所瓦斯泄漏，点火柴抽烟时爆炸當場身亡，兇手留下長笛尾管。 |          |
| 曾根久男     | 不適用      | 不適用   | 不適用   | 36歲， 中提琴演奏家，堂本音乐學院第一屆毕业生，钢琴四重奏成员之一。滑翔伞运动爱好者，因其滑翔伞损坏而坠海溺毙，兇手留下長笛頭管。 |          |
| 相馬光       | 不適用      | 不適用   | 不適用   | 28歲，長笛演奏家，谱和匠的兒子(指的是私生子，其母是未婚母親)，脸上有黑痣。本次案件的動機角色，堂本音乐學院第六屆毕业生，秋庭的原未婚夫兼前男友，三年前因為被朋友連城、水口、志田、曾根等人灌醉然後跌落山崖去世，導致自己從未相認的父親替他復仇策劃一場殺人事件的導火線，也讓秋庭對連城、水口、志田、曾根等人感到懷恨在心，但是自己生前最喜愛的音樂奇異恩典的重要理念讓秋庭放下為復仇的念頭，卻無法阻止父親對連城、水口、志田、曾根等人的殺意。 |          |
| 直昇機駕駛員 | 古澤徹      | 官志宏   |          | |          |
| 音樂廳廣播   | 百百麻子    | 蔣篤慧   |          | |          |
| 玩遊戲男孩   | 山里亮太    | 劉傑     | 陳志強   | |          |
| 音樂廳職員   | 坂下千里子  | 陶敏嫻   | 鄧潔麗   | |          |
| 現場主播     | 西尾由佳理  | 魏晶琦   | 曾月娥   | |          |

## 音樂
在本劇中被演奏的名曲：
- 奇異恩典（Amazing Grace，約翰·牛頓）（劇中由日本聲樂家赤池優演唱）
- 大提琴奏鳴曲第3號（貝多芬）
- Ave Maria（Ellens dritter Gesang，舒伯特）
- 觸技曲與賦格曲Ｄ小調（Toccata and Fugue in D minor，巴赫）
- Ave Maria（巴赫/古諾）
- 耶稣，世人仰望的喜悦（Wohl mir, daß ich Jesum habe，巴赫 BWV147 6）
- 他必牧養自己的羊群（He Shall Feed His Flock Like a Shepherd，韓德爾 HWV 56）
- g小調夏康舞曲（Chaconne in g minor，Tomaso Antonio Vitali（英语：Tomaso Antonio Vitali））

此外，本剧中由木村聪子演唱的《Mein Herz ist noch bei Dir》为大野克夫自己谱曲的歌曲。

## 歌曲
| 類別   | 曲名               | 作詞     | 作曲     | 編曲     | 演唱 |
| ------ | ------------------ | -------- | -------- | -------- | ---- |
| 主題曲 | 展开双翼（日语：翼を広げて） | 坂井泉水 | 織田哲郎 | 明石昌夫 | ZARD |

- 台灣
  - 發售日期：2008年4月9日
  - 唱片公司：B-Gram RECORDS （台灣由[日商美音亞洲股份有限公司]代理發行）
  - 單曲編號：初回盤 JBCJ-6011 ／ 通常盤 JBCJ-6012

### 原聲帶
- 大野克夫
  - 發售日期：2008年4月16日
  - 唱片公司：B-Gram RECORDS
  - 專輯編號：JBCJ-9029

#### 歌曲
1. ピアノとチェロのためのソナタ 第3番（ベートーベン）より
2. アヴェ・マリア（シューベルト）
3. 名探偵コナン メイン・テーマ（戦慄ヴァージョン）
4. プレリュード
5. アレグレット
6. コミカル テンポ 1
7. コミカル テンポ 2
8. トッカータとフーガ ニ短調（バッハ）より
9. ドルチェ サウンド
10. バロック エレファント
11. ハテナ カプリッチョ
12. ディスソナンス
13. リトミック ノイズ
14. ロマンス ラプソディ
15. マインド ピアノ
16. 帝丹小学校校歌（Trpヴァージョン）
17. イン モルティス 1
18. イン モルティス 2
19. フォルテ サスペンス
20. ピアノとチェロのためのソナタ 第3番（ベートーベン）より
21. ドライ エレジー
22. ピアノとフルートのアメージング・グレイス
23. デクレシェンド
24. クレシェンド
25. モデュレーション
26. テンポ ルバート
27. ミス ジャッジ
28. アウト オブ ケッヘル
29. アヴェ・マリア（グノー）
30. エグザミネ
31. ラルゴ サスペンス
32. ダル セーニョ
33. ドラム アタック
34. パッセージ
35. アッチェレランドA
36. 「主よ、人の望みの喜びよ」（バッハ）
37. 緊迫サスペンスA~緊迫サスペンスB
38. メサイアより「主は羊飼いのごとくその群れを養い」（ヘンデル）
39. イン アルトパート
40. 心はあなたと共に（Mein Herz ist noch bei Dir）
41. 怜子のアメージング・グレイス
42. アラベスク タッチ
43. グラーヴェ サイド
44. アッチェレランドB
45. アレグロ
46. シャコンヌ（ヴィターリ）より
47. ライク セレナード
48. トナリティ
49. 新一のアメージング・グレイス
50. フェルマータ
51. レガート エピローグ
52. コナンのアメージング・グレイス

## 工作人員
- 原作：青山剛昌
- 監督、分鏡：山本泰一郎
- 脚本：古内一成
- 分鏡協力：龜垣一、西森章、大宙征基
- 演出：山本泰一郎、辻泰永
- 人物設定 / 總作畫監督：須藤昌朋
- 作品設計、作画監督：山中純子
- 機械設計：牟田清司
- 作画監督補：野武洋行、堀内博之、清水義治、牟田清司、河村明夫、糸島雅彦
- 美術監督：涩谷幸弘
- 色彩設計：西香代子
- 攝影監督：野村隆
- 3D CGI 製片人：後藤優一
- 剪辑：岡田輝滿
- 音響監督：井澤基
- 音響制作：浦上慶子
- 音響效果：横山正和、横山亞紀
- 音樂：大野克夫
- 故事編輯：飯岡順一
- 助理製作人：北田修一、浅井認
- 動畫製作人：石山桂一
- 製作人：諏訪道彦、吉岡昌仁
- 動畫制作：TMS/V1 Studio
- 「名偵探柯南 戰慄的樂譜」製作委員會 
  - 小学馆
  - 读卖电视台
  - 日本电视台
  - ShoPro
  - 东宝株式會社
  - TMS Entertainment
- 取材協力：橫濱港未來館、神戶松蔭女子學院大學、所沢市民文化中心 MUSE
- 发行：東宝

## 發行

### 影碟
日本
- DVD出租:2008年10月10日
- DVD發售:2008年11月19日
- 藍光光碟發售：2011年4月22日

台灣
- VCD發售:2008年10月21日（發行商：普威爾）
- DVD發售:2009年1月7日（發行商：普威爾）
- 藍光光碟發售：2011年7月14日（發行商：普威爾）

香港
- DVD/VCD發售：2010年4月1日（发行商：新一影業）

### 書籍
| 冊數 | 小學館         | 小學館                 | 青文出版社     | 青文出版社            |
| 冊數 | 發售日期       | ISBN                   | 發售日期       | ISBN                  |
| ---- | -------------- | ---------------------- | -------------- | --------------------- |
| 上   | 2008年11月18日 | ISBN 978-4-09-121475-1 | 2009年10月26日 | ISBN 978-986-256027-3 |
| 下   | 2008年12月18日 | ISBN 978-4-09-121476-8 | 2009年10月26日 | ISBN 978-986-256028-0 |